# Amazonas 2
O Amazonas 2 é um satélite de comunicação geoestacionário da Espanha, que é operado pela Hispasat. O satélite foi construído pela EADS Astrium e está localizado na posição orbital de 61 graus de longitude oeste. O Amazonas 2 transmite na maioria canais de televisão em português e espanhol. O satélite foi baseado na plataforma Eurostar-3000 e sua expectativa de vida útil é de 15 anos.

## História
A Hispasat ordenou, em junho de 2007, a construção de um satélite de comunicações baseado na plataforma de satélite Eurostar-3000, da EADS Astrium. O Amazonas 2 fornece uma gama completa de serviços de telecomunicações para o Brasil, bem como para a América do Norte e do Sul, a partir da posição orbital de 61 graus oeste em órbita geoestacionária.

## Lançamento
O lançamento do satélite ao espaço ocorreu com sucesso, no dia 1 de outubro de 2009, às 21:59 UTC, por meio de um veículo Ariane 5 ECA, lançado a partir do Centro Espacial de Kourou, na Guiana Francesa, juntamente com o satélite COMSATBw 1. Ele tinha uma massa de lançamento de 5.460 kg.

## Capacidade do satélite
O Amazonas 2 é equipado com 54 transponders em banda Ku e 10 transponders em banda C, para fornecer uma gama completa de serviços de telecomunicações para o Brasil, bem como para a América do Norte e do Sul.

## Cobertura
Após o seu lançamento e testes em órbita, foi colocado em órbita geoestacionária a 61 °W, de onde presta serviços no âmbito de comunicações, para a América do Norte e América do Sul. Espera-se que permaneça em serviço pelo menos até 2024.

## Operadoras de TV
O satélite Amazonas 2, em conjunto com o Amazonas 3, presta serviços para várias operadoras de TV por assinatura.
As operadoras são: Oi TV, Vivo TV, CTBC TV e Movistar TV Digital Latinoamérica, e a iON TV, contratou os serviços de transmissão por satélite da Media Networks.